# 華頂宮博忠王

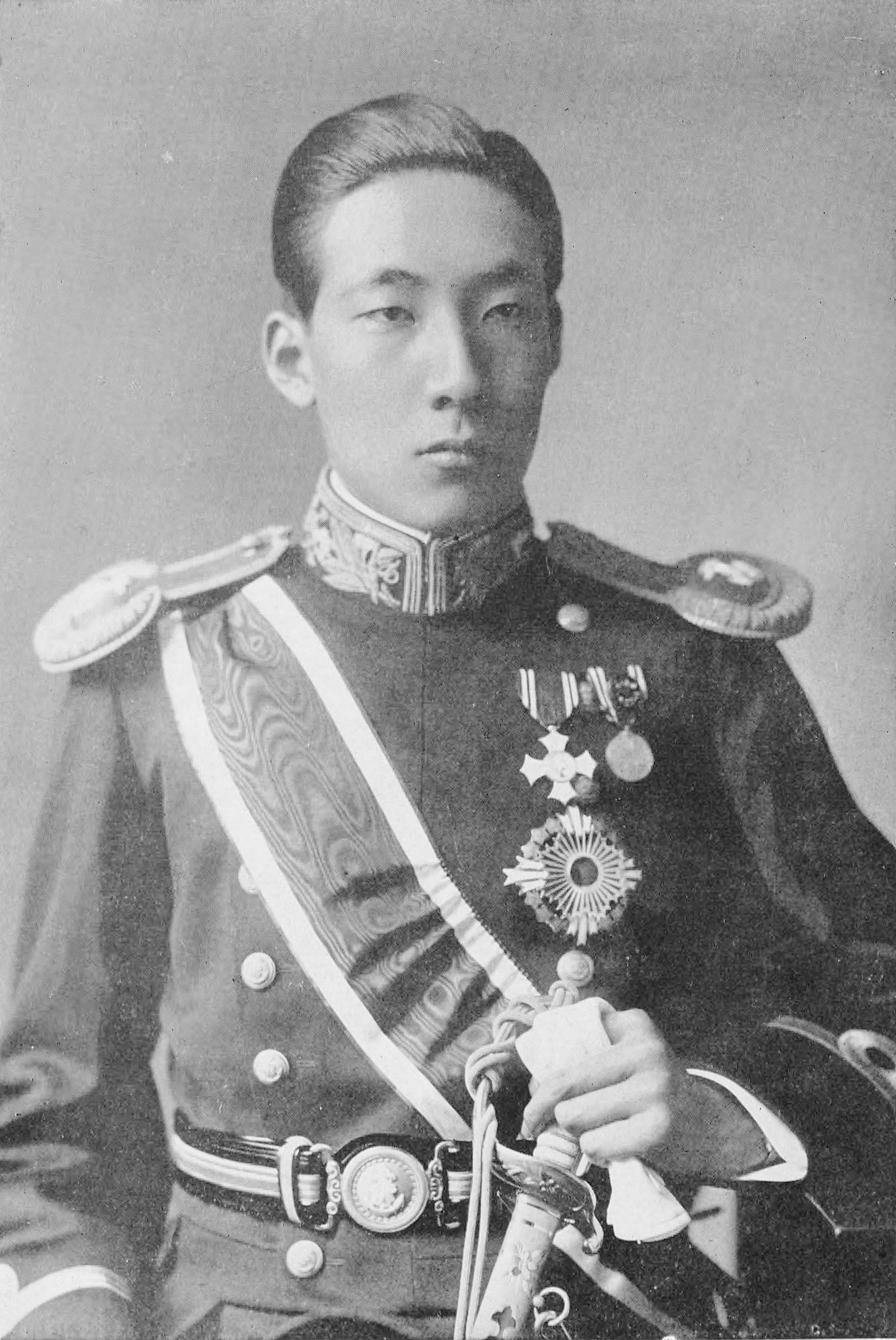
華頂宮博忠王

華頂宮博忠王（1902年1月26日—1924年3月24日）其父親博恭王是伏見宮貞愛親王的長子。由於是貞愛親王的庶子，伏見宮宗家有嫡子而無權繼承伏見宮，湊巧適逢博厚親王夭折，博恭王被指定去繼承華頂宮。後來，伏見宮家原定繼承的邦芳王健康狀況不佳，博恭王在明治三十七年（1904年）以長子名義復歸伏見宮。博恭王復籍伏見宮後，其長子博義王同時復籍伏見宮。因此，明治三十七年政府勅命以博恭王次子博忠王入繼華頂宮家。博忠王在海軍兵學校畢業後成為海軍中尉，大正十三年（1924年）去世。因博忠王並無子嗣，故華頂宮家斷絕。